# 沙西 (谢尔省)
沙西（法語：Chassy，法語發音：[ʃasi] ⓘ）是法国谢尔省的一个市镇，位于该省东部偏南，属于布尔日区。

## 地理
沙西（47°2'31"N, 2°50'10"E）面积17.76 平方千米，位于法国中央-卢瓦尔河谷大区谢尔省，该省份为法国中部省份，北起卢瓦雷省，西接卢瓦-谢尔省和安德尔省，南至克勒兹省，东南接阿列省，东临涅夫勒省。
与沙西接壤的市镇（或旧市镇、城区）包括：莫尔奈贝里、内龙德、圣伊莱尔德贡迪伊、维勒基耶、博日。

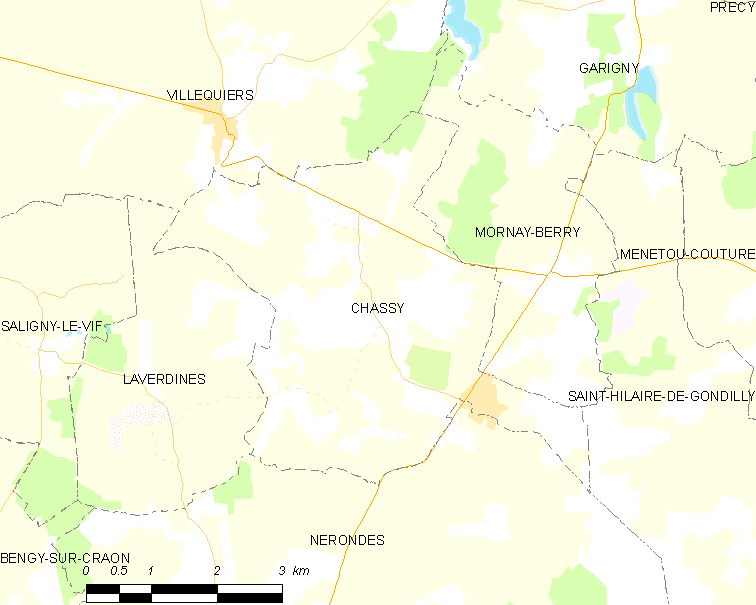
的OSM定位图

沙西的时区为UTC+01:00、UTC+02:00（夏令时）。

## 行政
沙西的邮政编码为18800，INSEE市镇编码为18056。

## 政治
沙西所属的省级选区为阿沃尔县。

## 人口

1962-2008年间人口变化图示

沙西于2022年1月1日时的人口数量为234人。